# Siarhei Shauchenka
Siarhei Shauchenka, né le 1er avril 1998, est un coureur cycliste biélorusse.

## Biographie
Siarhei Shauchenka commence le cyclisme en 2010 à l'âge de 12 ans. En 2014, il devient champion de Biélorussie sur route cadets. L'année suivante, il s'impose chez les juniors. En 2016, il termine cinquième de la troisième étape de la Coupe du Président de la Ville de Grudziądz et de la troisième étape du Giro di Basilicata. En juin, il remporte un deuxième titre de champion de Biélorussie juniors sur route.
En 2017, Siarhei Shauchenka intègre l'équipe du Centre mondial du cyclisme. Avec celle-ci, il obtient tout d'abord la deuxième place du Grand Prix Mobiliar, une épreuve nationale suisse. Près d'une semaine plus tard, il s'impose au sprint massif sur la dernière étape du Tour de la Mirabelle, devant le vainqueur de l'épreuve Pierre Idjouadiene. Toujours en France, il se montre à son avantage au 1er mai sur Bourg-Arbent-Bourg (6e). En juin, il se classe cinquième du championnat de Biélorussie du contre-la-montre espoirs.
Au mois de mai 2018, il remporte la troisième étape de la Ronde de l'Isard en réglant au sprint un groupe d'une quarantaine de coureurs. Il se classe cinquième du championnat de Biélorussie du contre-la-montre espoirs.
En 2019, il intègre l'équipe Côtes d'Armor-Marie Morin-Véranda Rideau. En début de saison, il termine 2e de l'Étoile de Tressignaux et 3e de La Melrandaise. Au mois de Juin, il devient vice-champion de Biélorussie du contre-la-montre espoirs, et il se classe également 3e du championnat de Biélorussie sur route espoirs.
En 2020, il termine 4e du Grand Prix Gasipasa (1.2). Au mois de Juillet, il devient vice-champion de Biélorussie du contre-la-montre espoirs et remporte le titre de champion de Biélorussie espoirs sur route.

## Palmarès
| - 2014 - Champion de Biélorussie sur route cadets - 2015 - Champion de Biélorussie sur route juniors - 2016 - Champion de Biélorussie sur route juniors - 2017 - 3e étape du Tour de la Mirabelle - 2e du Grand Prix Mobiliar - 2018 - 3e étape de la Ronde de l'Isard d'Ariège - 2019 - 2e de l'Étoile de Tressignaux - 3e de La Melrandaise - 2e du championnat de Biélorussie du contre-la-montre espoirs - 3e du championnat de Biélorussie sur route espoirs | - 2020 - Champion de Biélorussie sur route espoirs - 2e du championnat de Biélorussie du contre-la-montre espoirs - 2021 - 2e étape du Tour de Mevlana - 2023 - 2e étape de la North Caucasus Peoples Friendship Race - 3e du championnat de Biélorussie sur route - 2024 - 2e du Tour de Biélorussie - 2025 - 2e du championnat de Biélorussie du contre-la-montre - 2e du championnat de Biélorussie sur route - 3e de l'Issyk-Kul Grand Prix |  |

## Classements mondiaux
| Année           | 2018   |
| --------------- | ------ |
| UCI Europe Tour | 1 654e |